# George Clarke (cầu thủ bóng đá, sinh năm 1921)
George Edmund Clarke (24 tháng 4 năm 1921 – 17 tháng 2 năm 2011) là một cầu thủ bóng đá người Anh thi đấu ở vị trí trung vệ.

## Sự nghiệp
Clarke có 34 lần ra sân cho Ipswich Town ở Football League từ 1946 đến 1953, ghi một bàn thắng. Ông cũng có 3 lần ra sân ở giải Cúp cho đội một Ipswich, cũng như hơn 200 trận cho đội dự bị.

## Cuộc sống về sau và cái chết
Clarke mất ngày 17 tháng 2 năm 2011, hưởng thọ 89 tuổi.